# New Zealand Football Championship 2011-2012
Il campionato neozelandese di calcio 2011-2012 è stato l'ottavo a disputarsi con questa formula (New Zealand Football Championship). 
Il Waitakere Utd ha conquistato il campionato per la quarta volta nella sua storia.

## Squadre partecipanti
| Club            | Città            | Stadio                |
| --------------- | ---------------- | --------------------- |
| Auckland City   | Auckland         | Kiwitea Street        |
| Canterbury Utd  | Christchurch     | English Park          |
| Hawke’s Bay Utd | Napier           | Bluewater Stadium     |
| Manawatu Utd    | Palmerston North | Memorial Park         |
| Southern United | Dunedin          | Forsyth Barr Stadium  |
| Team Wellington | Wellington       | David Farrington Park |
| Waikato         | Cambridge        | John Kerkhof Park     |
| Waitakere Utd   | Waitakere        | The Trusts Arena      |

## Classifica finale
| # | Squadra         | Pt | PG | V  | N | P  | GF | GS | DR  |
| - | --------------- | -- | -- | -- | - | -- | -- | -- | --- |
| 1 | Auckland City   | 36 | 14 | 11 | 3 | 0  | 43 | 11 | +32 |
| 2 | Canterbury Utd  | 29 | 14 | 9  | 2 | 3  | 38 | 12 | +26 |
| 3 | Waitakere Utd   | 27 | 14 | 9  | 0 | 5  | 44 | 17 | +27 |
| 4 | Team Wellington | 26 | 14 | 8  | 2 | 4  | 33 | 18 | +15 |
| 5 | Hawke’s Bay Utd | 19 | 14 | 6  | 1 | 7  | 28 | 35 | -7  |
| 6 | Southern United | 11 | 14 | 3  | 2 | 9  | 15 | 37 | -22 |
| 7 | Waikato         | 9  | 14 | 2  | 3 | 9  | 17 | 39 | -22 |
| 8 | Manawatu Utd    | 3  | 14 | 0  | 3 | 11 | 12 | 61 | -49 |

## Finals series
|  | Semifinale (andata e ritorno) | Semifinale (andata e ritorno) | Semifinale (andata e ritorno) | Semifinale (andata e ritorno) | Semifinale (andata e ritorno) |  |  | Finale (gara unica) | Finale (gara unica) | Finale (gara unica) |  |
|  |                               |                               |                               |                               |                               |  |  |                     |                     |                     |  |
|  | Team Wellington               | Team Wellington               | 1                             | 3                             | 4                             |  |  |                     |                     |                     |  |
|  | Auckland City                 | Auckland City                 | 0                             | 1                             | 1                             |  |  | Waitakere United    | Waitakere United    | 4                   |  |
|  | Waitakere United              | Waitakere United              | 0                             | 5                             | 5                             |  |  | Team Wellington     | Team Wellington     | 1                   |  |
|  | Canterbury United             | Canterbury United             | 1                             | 2                             | 3                             |  |  |                     |                     |                     |  |